# De Smerige Quiz: Het Experiment
De Smerige Quiz: Het Experiment, voorheen De Smerige Quiz, is een Nederlands televisieprogramma dat door de Evangelische Omroep wordt uitgezonden op NPO Zapp. De presentatie is in handen van Rachel Rosier en Elbert Smelt.
Na twee seizoenen waarin het programma draaide om het menselijk lichaam, wordt het programma met ingang van het derde seizoen veranderd in een wetenschapsquiz met experimenten. Deze versie toont in zijn opbouw gelijkenissen met de voormalige wetenschapsquiz Hoe?Zo!.

## Het programma

### Originele versie (2020 – 2021)
In de eerste twee seizoenen was De Smerige Quiz een medische quiz. Twee kinderteams namen het tegen elkaar op in een aantal spelonderdelen die te maken hadden met het menselijk lichaam. Daarnaast had elk team een volwassene meegenomen die zich helemaal in het zweet moest fietsen tot aan de finale. Het winnende team ontving de Gouden Drol-trofee. Het verliezende team kreeg derrie over zich heen in de zogeheten poepdouche.

### Het Experiment (2022)
In 2022 vertegenwoordigen presentatoren Elbert en Rachel elk een groep kinderen (proefpersonen). Er worden een serie vragen gesteld over een experiment dat te gebeuren staat. Nadat alle kinderen hun prognose hebben gegeven, wordt het antwoord uitgetest. De presentator die na vier van deze rondes met zijn/haar team de minste punten heeft behaald, wordt proefpersoon in een groots opgezet eindexperiment.